# Phoutlamphay Thiamphasone
Phoutlamphay Thiampasone (ur. 9 września 1979) – laotański łucznik, olimpijczyk.
Pierwszy laotański łucznik, który wystąpił na igrzyskach olimpijskich. Na igrzyskach olimpijskich w Atenach (2004) wziął udział w zawodach indywidualnych. Po rundzie rankingowej był na przedostatnim 63. miejscu (557 punktów), wyprzedzając wyłącznie Yehyę Bundhuna z Mauritiusu. W 1/32 finału przegrał 95-158 ze Szwedem Magnusem Peterssonem i zakończył zawody na ostatniej 64. pozycji.
W 2005 roku uplasował się na 47. pozycji w Asian Grand Prix Tournament, a cztery lata później był 53. w Asian Grand Prix.